# Paussac-et-Saint-Vivien
Paussac-et-Saint-Vivien är en kommun i departementet Dordogne i regionen Nouvelle-Aquitaine i sydvästra Frankrike. Kommunen ligger i kantonen Montagrier som tillhör arrondissementet Périgueux. År 2022 hade Paussac-et-Saint-Vivien 455 invånare.

## Befolkningsutveckling
Antalet invånare i kommunen Paussac-et-Saint-Vivien
Referens:INSEE